# جان ام. لی
جان «جک» مارشال لی (متولد ۲ سپتامبر ۱۹۵۰)، یک ریاضیدان امریکاییِ متخصص در زمینه هندسه دیفرانسیل است.
لی با مدرک کارشناسی در سال ۱۹۷۲ میلادی از دانشگاه پرینستون فارغ التحصیل شد و سپس طی سال‌های ۱۹۷۲ تا ۱۹۷۴ در تگزاس اینسترومنتس و طی سال‌های ۱۹۷۴–۱۹۷۵ در آزمایشگاه دینامیک سیالات ژئوفیزیکی، برنامه‌نویس سیستم‌ها بود و در مدرسه ووستر واقع در دانبری، کنتیکت طی سال‌های ۱۹۷۵–۱۹۷۷ معلم بود. او مطالعاتش را در دانشگاه تافتس طی سال‌های ۱۹۷۷–۱۹۷۸ ادامه داد. همچنین دکترایش را از مؤسسه فناوری ماساچوست در سال ۱۹۸۲ میلادی تحت هدایت ریچارد ملروز کسب کرد، عنوان تز او مجانب‌های بالای معادله مختلط مونگ-آمپر و هندسه منیفلدهای CR بود. لی طی سال‌های ۱۹۸۲ تا ۱۹۸۷ میلادی استادیار دانشگاه هاروارد بود. او در سال ۱۹۸۷ میلاد، در دانشگاه واشینگتن استادیار و در ۱۹۸۹ میلادی دانشیار و در ۱۹۹۶ میلادی پروفسور تمام شد.